# پایگاه هوایی چوگویوکا
پایگاه هوایی چوگویوکا (به انگلیسی: Chuguyevka (air base)) یک فرودگاه نظامی است که یک باند فرود بتن دارد و طول باند آن ۲۵۰۰ متر است. این فرودگاه در کشور روسیه قرار دارد و در ارتفاع ۳۰۵ متری از سطح دریا واقع شده‌است.